# لاترونیکو
لاترونیکو (به ایتالیایی: Latronico) یک کومونه در ایتالیا است که در استان پوتنزا واقع شده است.

## خصوصیات
لاترونیکو ۷۵ کیلومترمربع مساحت و ۴٬۹۰۶ نفر جمعیت دارد و ۸۸۸ متر بالاتر از سطح دریا واقع شده است.